# Soutane

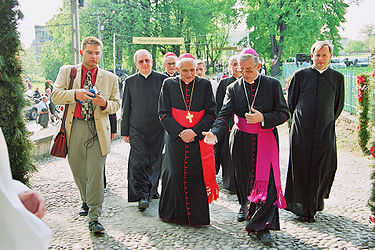
Kardinaal Ratzinger

Een soutane of toga (toog) is een lange zwarte jas met nauwe mouwen en een rij knoopjes van de hals tot de voeten, gedragen door katholieke priesters. Het is een jas die ook wordt gebruikt door de geestelijken en mannelijke religieuzen van de Oosters-orthodoxe kerken, de Oosters-katholieke kerken en de Oud-Katholieke Kerken, naast sommige geestelijken in bepaalde protestantse denominaties zoals de anglicaanse, lutheraanse, methodistische en episcopale kerken. Waarbij de vormen soms enkele kleine verschillen vertonen, de snit is dan anders. De soutane reikt meestal tot enkele centimeters boven de schoenen en sluit bij de hals met de priesterboord. De soutane heeft doorgaans 33 knopen, even veel als het aantal jaren dat Jezus Christus op aarde doorbracht. Sommige geestelijken zijn echter zo groot of klein, dat hun soutane meer of minder knopen moet bevatten. Sinds de invoering van de clergyman-kleding in 1962 worden soutanes minder gedragen door rooms-katholieke geestelijken. In de orthodoxe diaspora dragen geestelijken soms clergymankleding als dagelijkse kleding.

## Rooms-katholieke kerk
De soutane komt voor als:
1. Dagelijkse kleding: dit is een zwarte soutane, waarvan de knopen en knoopsgaten de kleuren zwart, paars en rood kunnen hebben, afhankelijk van de rang van de geestelijke. In deze kleding wordt géén liturgie gevierd. Het is de dagelijkse kleding van de geestelijke, hoewel vanaf 1962 al maar meer de clergyman wordt gedragen, of zelfs burgerkleding.
2. Koorkleding: dit is een volledig zwarte, paarse of rode soutane, aangevuld met een superplie. Deze wordt gedragen tijdens de eredienst als de betreffende geestelijke niet (con)celebreert, of bij plechtige bijeenkomsten, zoals bij de paus.

Vaak wordt de soutane in combinatie met de bonnet en of pileolus gedragen. Bij de soutane wordt vaak een soutaneband, een soort sjerp om de middel, gedragen. De kleur van de soutaneband hoeft niet overeen te komen met de kleur van de soutane.
Ook wordt er een soutane (toog) gedragen door bepaalde lekenfunctionarissen in de kerk zoals; Misdienaars (zwart of rood met superplie) en kosters (zwart).

## Kleuren van soutanes

Paus
Kardinaal
Bisschop
Kapelaan van Zijne Heiligheid
Diaken en priester

## Oosterse kerken
In het oosterse christendom zijn er twee soorten soutane: de binnenste soutane en de buitenste soutane of Rason. Kloosterlingen dragen altijd een zwarte soutane. Er bestaat geen voorschrift over de kleur voor niet-monastieke geestelijken, maar zwart komt het meest voor. Blauw, bruin of grijs worden ook vaak gezien, terwijl wit in de zomer en soms voor Pasen wordt gedragen. In de oosterse kerken is de soutane geen kledij voor leken. Over het algemeen moet iemand gezegend zijn voordat hij een soutane mag dragen, meestal is dat als hij een kerkelijke wijding ontvangen heeft.

### Soorten oosterse soutanes
- De binnenste soutane (vaker simpelweg soutane) is een kledingstuk op enkellengte dat wordt gedragen door alle hogere en lagere gewijde geestelijken, kloosterlingen en vaak door mannelijke seminaristen. De Slavische of "Russische" stijl (Russisch: подрясник, podrjasnik, Oekraïens: підрясник, pidryasnyk) heeft een klokvorm en is een jas met nauwe mouwen, aansluitend op het bovenlichaam en uitlopend naar de onderkant, met een hoge kraag, die niet in het midden is dichtgeknoopt, en kan zijn omzoomd met ofwel een leren of brede stoffen riem. De Griekse versie, anteri (Grieks: αντερί, rason, ράσον of ζωστικό, zostiko) genoemd, is iets voller, verzameld in de taille met een smalle stoffen riem en met een hoge kraag die aan de voorkant is dichtgeknoopt. Het kan extra zakken op de borst hebben of alleen zakken aan de zijkanten hebben. De schuine rechterbovenkant wordt aan de linkerkant bij de nek en halverwege aan de taille bevestigd. De binnenste soutane wordt gewoonlijk door alle geestelijken onder hun liturgische gewaden gedragen. Lectoren en subdiakens dragen het vaak als ze in de kerk zijn, maar over het algemeen wordt niet van hen verwacht dat ze het dagelijks dragen.
- De buitenste soutane (Russisch: ряса, rjasa, Oekraïens: ряса, ryasa, Oudgrieks: εξώρασον, ράσον, exorason, rason) is een zwarte overjas met wijde mouwen die door bisschoppen, priesters, diakens en kloosterlingen als hun gewone "dagelijkse" bovenkleding over de binnenste soutane wordt gedragen. Het wordt in de Russische traditie niet gedragen door seminaristen, lezers of subdiakens. In de Griekse traditie mogen zangers het echter in de kerk dragen, meestal zonder binnensoutane eronder, maar direct over seculiere kleding. De buitenste soutane moet worden gedragen door een priester die een dienst viert, zoals de Vespers, waar de rubrieken voorschrijven dat hij niet geheel met zijn liturgische gewaden bekleed is, maar wordt door geen enkele geestelijke onder het sticharion gedragen. Tijdens de Goddelijke Liturgie wordt het dus niet gedragen door geestelijken die met de liturgische gewaden gekleed zijn. Het kan worden gedragen met de onderkant van de mouwen omgeslagen, die soms in een contrasterende kleur zijn afgewerkt, wat voorkomt bij bisschoppen en archimandrieten. De Griekse versie is meestal iets lichter en vollediger gesneden dan de Russische versie. Het is oorspronkelijk een monastiek kledingstuk, en in de Russische traditie moet een man expliciet door de bisschop worden gezegend om het te dragen na zijn wijding tot diaken.
- Een soutanevest (Grieks: οντόρασον,kontorasson, αμάνικο,amaniko, γιλέκο, gileko) wordt soms over de binnenste soutane gedragen. Dit is een nauwsluitend, kraagloos vest, dat meestal iets onder de taille valt. Het vest vindt zijn oorsprong in de buitenste soutane en mag daarom alleen worden gedragen door geestelijken en kloosterlingen die, in formele of bij kerkdiensten, de buitenste soutane zouden dragen.
- Op zeer koude dagen kan een soutanejas worden gedragen, met dezelfde snit als de buitenste soutane, maar iets groter en van zwaarder materiaal. Het kan al dan niet een met bont gevoerde kraag hebben. De jas wordt over de buitenste soutane gedragen, hoewel veel geestelijken hem op koudere dagen in plaats van een jas dragen.

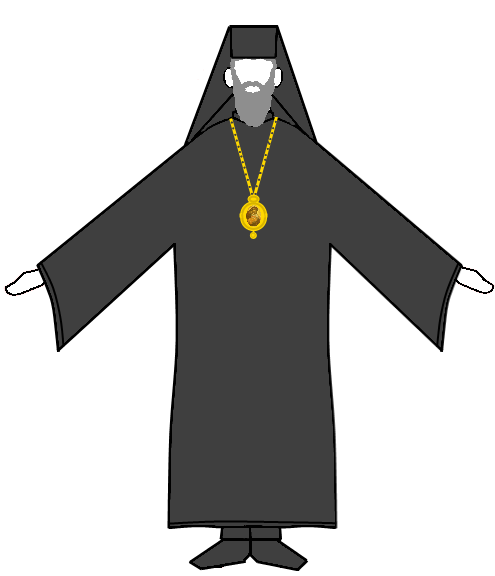
Bisschop
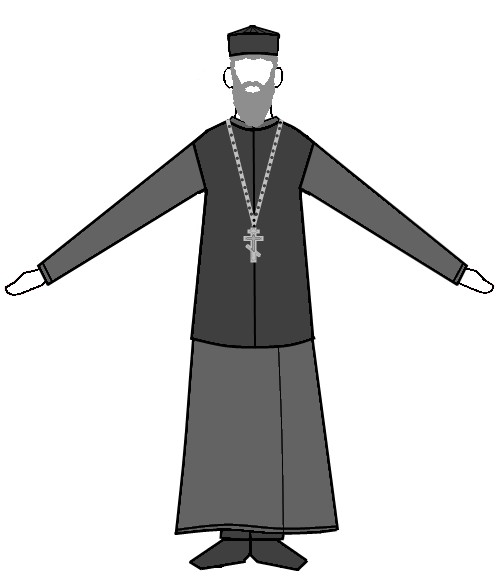
Priester met grijze soutane, a Kontorasson, en een Skoefia.
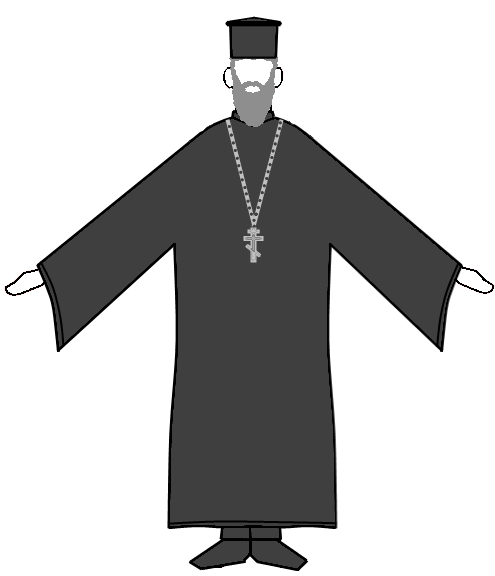
Priester (getrouwd)
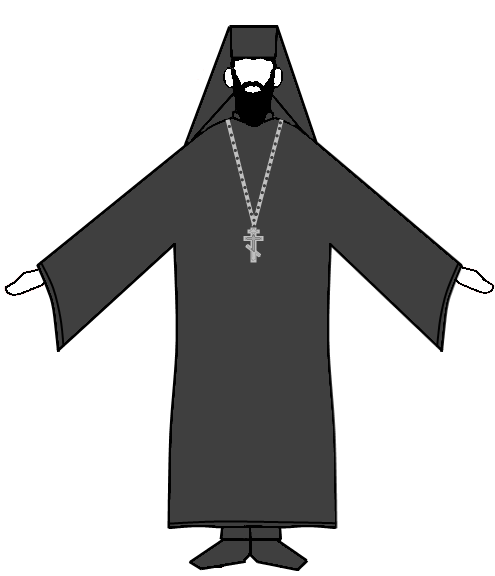
Hieromonnik (celibataire priester)
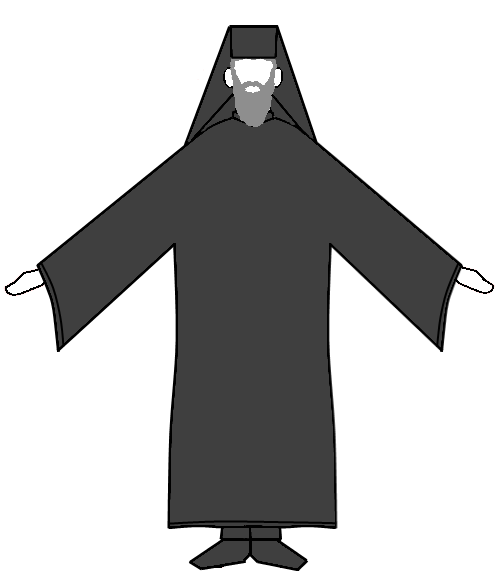
Monnik
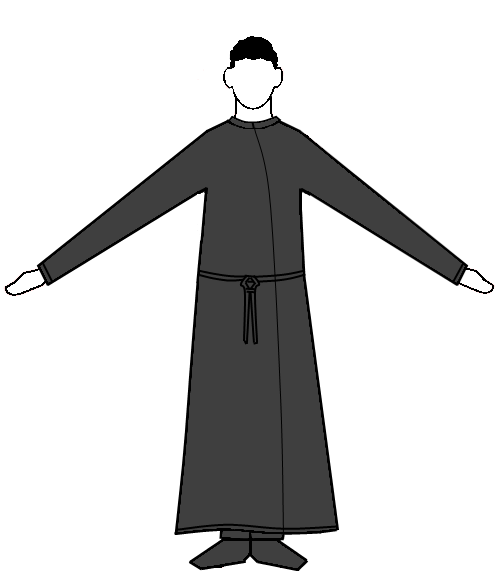
Lezer/Subdiaken/Diaken gekleed met soutane

## Oriëntaals-orthodoxe kerken

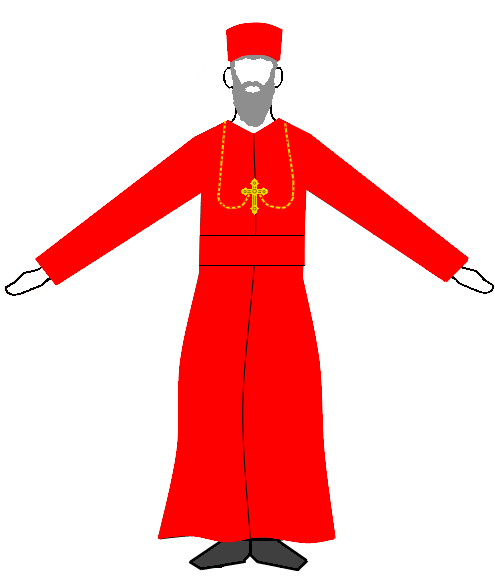
Syrische patriarch
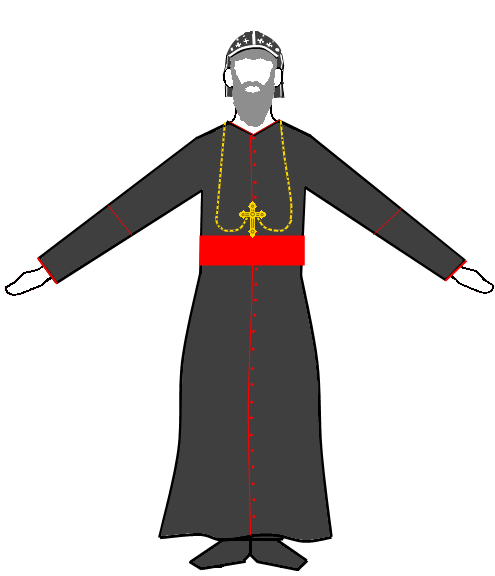
Syrische bisschop
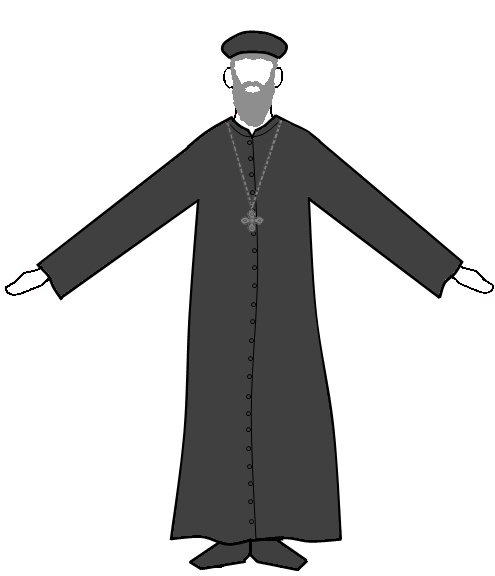
Koptische priester
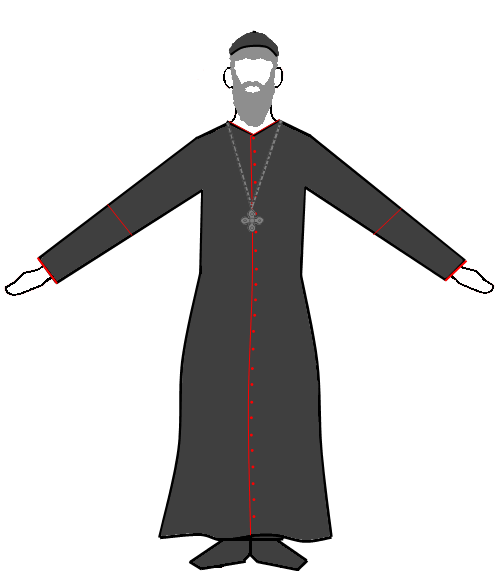
Syrische priester
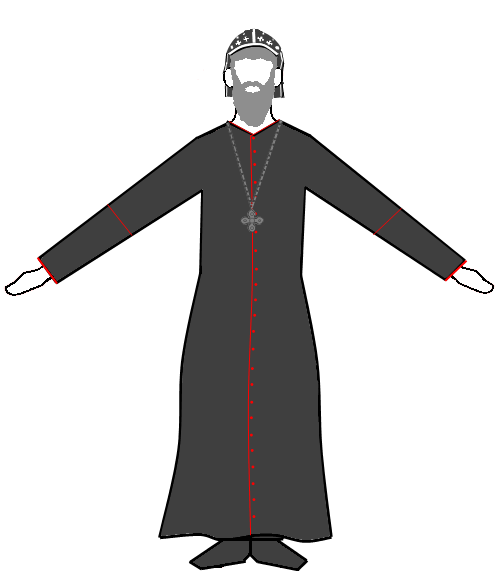
Koptische en Syrische priestermonnik